# Mohammed Abdulridha al-Tameemi
Mohammed Abdulridha al-Tameemi (* 3. Juni 1992) ist ein irakischer Sprinter, der sich auf den 400-Meter-Lauf spezialisiert hat.

## Sportliche Laufbahn
Erste internationale Erfahrungen sammelte Mohammed Abdulridha al-Tameemi im Jahr 2014, als er bei den Asienspielen in Incheon mit der irakischen 4-mal-400-Meter-Staffel mit 3:11,44 min im Vorlauf ausschied. 2016 schied er bei den Hallenasienmeisterschaften in Doha mit 48,71 s im Halbfinale über 400 Meter aus und 2019 wurde er bei den Asienmeisterschaften ebendort mit der Staffel disqualifiziert. 2023 gewann er bei den Panarabischen Spielen in Algier in 3:06,37 min die Bronzemedaille mit der Staffel hinter den Teams aus Algerien und Marokko und anschließend belegte er bei den Asienmeisterschaften in Bangkok in 3:04,94 min den vierten Platz. Im Oktober wurde die irakische Mannschaft bei den Asienspielen in Hangzhou im Finale disqualifiziert. Im Jahr darauf gewann er bei den Hallenasienmeisterschaften in Teheran in 3:12,09 min gemeinsam mit Taha Hussein Yaseen, Ihab Jabbar Hashim und Yasir Ali al-Saadi die Silbermedaille hinter dem kasachischen Team.

## Persönliche Bestleistungen
- 400 Meter: 47,40 s, 11. April 2021 in Maschhad
  - 400 Meter (Halle): 48,36 s, 19. Februar 2016 in Doha